# Warrior on the Edge of Time
Warrior on the Edge of Time – piąty studyjny album grupy Hawkwind, wydany w 1975 roku.

## Spis utworów[2]
| 1.  | „Assault and Battery / The Golden Void” (Dave Brock)                                | 10:08 |
|     |                                                                                     |       |
| 2.  | „The Wizard Blew His Horn” (Michael Moorcock, Simon House, Alan Powell, Simon King) | 1:58  |
|     |                                                                                     |       |
| 3.  | „Opa-Loka” (Alan Powell, Simon King)                                                | 5:09  |
|     |                                                                                     |       |
| 4.  | „The Demented Man” (Dave Brock)                                                     | 3:57  |
|     |                                                                                     |       |
| 5.  | „Magnu” (Dave Brock)                                                                | 8:15  |
|     |                                                                                     |       |
| 6.  | „Standing at the Edge” (Michael Moorcock, Simon House, Alan Powell, Simon King)     | 2:46  |
|     |                                                                                     |       |
| 7.  | „Spiral Galaxy 28948” (Simon House)                                                 | 3:46  |
|     |                                                                                     |       |
| 8.  | „Warriors” (Michael Moorcock, Simon House, Alan Powell, Simon King)                 | 1:58  |
|     |                                                                                     |       |
| 9.  | „Dying Seas” (Nik Turner)                                                           | 3:03  |
|     |                                                                                     |       |
| 10. | „Kings of Speed” (Dave Brock)                                                       | 3:36  |
|     |                                                                                     |       |
|     |                                                                                     | 44:36 |
|     |                                                                                     |       |

### Bonus na wersji CD
| 1. | „Motorhead” (Ian Kilmister) | 3:06  |
|    |                             |       |
|    |                             | 03:06 |
|    |                             |       |

## Informacje o albumie[2]
- Nagrano w Rockfield Studios, marzec 1975. Produkcja: Hawkwind, inżynier: Dave Charles. Zmiksowano w Olympic Studios, inżynier: Phil Chapman i Steve Owen.
- Kings of Speed, Motorhead i Spiral Galaxy 28948 nagrano w Olympic Studios, 5 i 6 stycznia 1975.
- Okładka: Comte Pierre D'Auvergne (Pierre Tubbs).

## Twórcy[2]
- Dave Brock – gitara prowadząca, wokal, instrumenty klawiszowe, gitara basowa (Opa-Loka)
- Lemmy Kilmister – gitara basowa, wokal (Motorhead)
- Simon House – instrumenty klawiszowe, melotron, syntezator VSC3, skrzypce
- Nik Turner – saksofon, flet, wokal (Dying Seas), recytacja (Standing At The Edge)
- Simon King – perkusja, instrumenty perkusyjne
- Alan Powell – perkusja, instrumenty perkusyjne

Gościnnie
- Michael Moorcock  – recytacja (The Wizard Blew His Horn i Warriors)

## Wydania[3][4]
| Rok wydania | Nośnik                            | Wytwórnia                          | Numer katalogowy | Kraj              |
| ----------- | --------------------------------- | ---------------------------------- | ---------------- | ----------------- |
| 1975        | płyta gramofonowa                 | United Artists                     | UAG 29766        | Wielka Brytania   |
| 1975        | płyta gramofonowa                 | United Artists                     | UA LA465 G       | USA               |
| 1975        | płyta gramofonowa                 | Atco                               | SD 36-115        | USA               |
| 1975        | płyta gramofonowa                 | United Artists                     | UA LA465 G       | Kanada            |
| 1975        | płyta gramofonowa                 | United Artists                     | UAS 29766        | Niemcy            |
| 1975        | płyta gramofonowa                 | United Artists                     | UA 29766         | Francja           |
| 1975        | płyta gramofonowa                 | United Artists                     | UAS 29766        | Holandia          |
| 1975        | płyta gramofonowa                 | United Artists                     | L-35 539         | Australia         |
| 1975        | płyta gramofonowa                 | Liberty Records                    | LLS 80272        | Japonia           |
| 1975        | płyta gramofonowa                 | Liberty Records                    | K22P-158         | Japonia           |
| 1975        | płyta gramofonowa                 | United Artists                     | UAS 7114         | Południowa Afryka |
| 1975        | płyta gramofonowa                 | United Artists                     | LP 12007         | Brazylia          |
| 1981        | płyta gramofonowa                 | Liberty                            | UAG 29766        | Wielka Brytania   |
| 1992        | CD                                | Dojo                               | DOJOCD 84        | Wielka Brytania   |
| 1992        | CD                                | Sound                              | SOL 3010.942     | Niemcy            |
| 1993        | CD                                | Griffin                            | 55421 3931-2     | USA               |
| 2001        | CD                                | Rock Fever Music                   | RFM 011          | Niemcy            |
| 2012        | CD                                | Media Arte, Rock Fever Music       | MI-0039, RFM 011 | Korea Południowa  |
| 2013        | CD digipack                       | Atomhenge                          | ATOMCD 1035      | Wielka Brytania   |
| 2013        | 2CD+DVD box set                   | Atomhenge                          | ATOMCD 31037     | Wielka Brytania   |
| 2013        | 2CD+DVD+płyta gramofonowa box set | Atomhenge                          | ATOMBOX 1001     | Wielka Brytania   |
| 2013        | 2CD+DVD                           | WHD Entertainment, Inc.            | IEZP-52          | Japonia           |
| 2013        | CD                                | WHD Entertainment, Inc., Atomhenge | IECP-10266       | Japonia           |
| 2015        | płyta gramofonowa                 | Let Them Eat Vinyl                 | LETV307LP        | Wielka Brytania   |
| 2015        | płyta gramofonowa                 | United Artists                     | UAG 29766        | Wielka Brytania   |
| 2016        | CD digipack                       | Octave                             | OTCD-5217        | Japonia           |
| 2019        | CD                                | Belle Antique                      | BELLE 193119     | Japonia           |
| 2020        | CD digipack                       | Octave                             | OTCD-70454       | Japonia           |